# Short backfire anténa

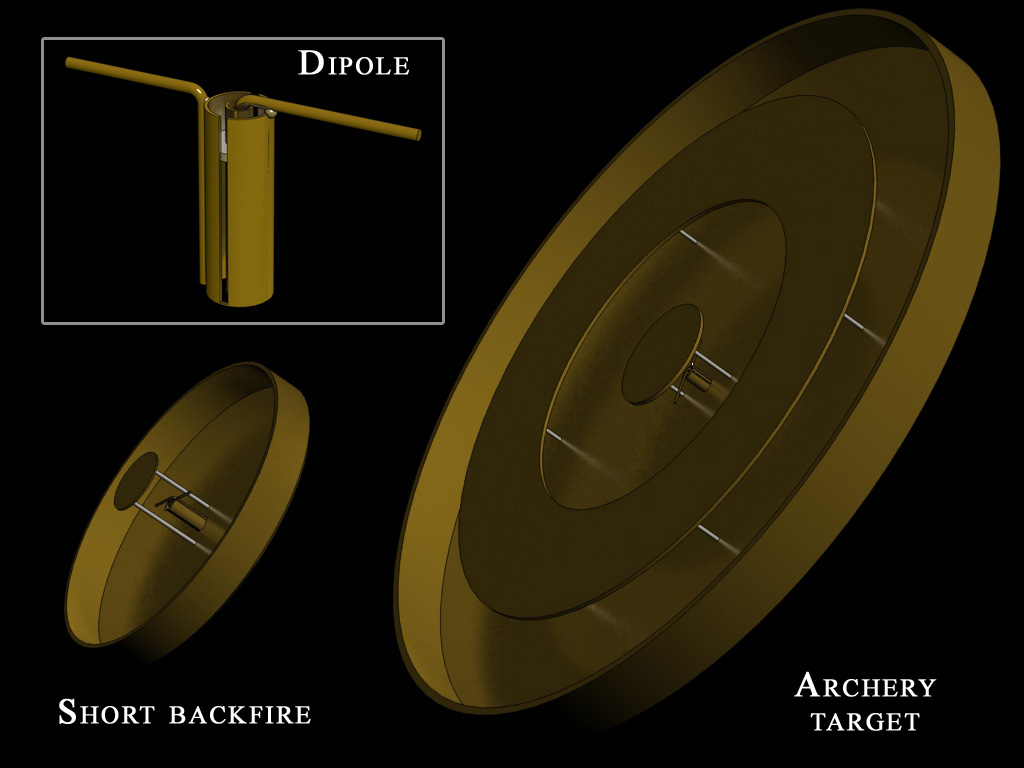
Porovnání dvou typů antén.

Short backfire anténa (někdy také Short Back-Fire, SBA, SBF nebo SBFA) je druh směrové antény s hlavními vlastnostmi: vysoký zisk, relativně malá velikost a úzké frekvenční pásmo. Tato anténa se skládá z velkého a malého reflektoru a dipólu.